# Goomer
Goomer es una serie de historietas de humor creada en 1988 por el guionista Nacho Moreno y el dibujante Ricardo Martínez Ortega para "El Pequeño País", luego publicada en otras revistas y adaptada a película de animación y serie web. Narra las aventuras de un astronauta terrestre que se adapta a vivir en un planeta lejano habitado por una civilización inteligente. En la historieta se dan a conocer diferentes tipos de sociedades, personajes escalofriantes y formas de vida desconocidas, pero a veces de una gran inocencia comparadas con el "terrorífico" habitante procedente de la Tierra.

## Argumento y personajes
La serie, que empezó esporádicamente y poco hilvanada, va desarrollando conforme a su consolidación una trama de triquiñuelas y engaños utilizados por los personajes centrales, especialmente en sus desastrosas relaciones de pareja. Cuenta además la rutinaria, monótona, y convencional vida del planeta y sus absurdos en una parodia con la cultura terrestre. La serie ha variado su temática adaptándola además a la línea editorial de los periódicos donde se publicaba.
Su personaje central es Goomer, un terrestre expatriado que representa al español pícaro de clase obrera, con bajo nivel académico y mucha cara dura. Goomer es un transportista (camionero espacial) golfo, mentiroso, tosco, basto, bajito, barrigón y medio calvo que aterriza en un planeta en el que decide quedarse. 
El transportista espacial, en su nuevo planeta, decide vivir sin trabajar y a costa de su pareja. Su novia, al menos eso es lo que ella se considera, es una extraterrestre de tres ojos relativamente atractiva que se llama Elma y a la que Goomer chulea constantemente, mientras trata de seducir a la hermana pequeña de su novia, mucho más atractiva y joven. También tiene un amigo, el también extraterrestre Op, al que cuando no puede chulear a su novia Elma, también intenta gorronear.
Otros personajes del cómic son los padres de Elma, su hermana pequeña estudiante universitaria, una cucaracha galáctica con la que Goomer tiene una aventura amorosa a espaldas de Elma y un ascensor con el que Elma tiene a su vez una aventura amorosa. El padre de Elma tiene una personalidad muy parecida a la de Goomer mientras la madre de Elma la tiene a la de la propia Elma.

## Trayectoria editorial

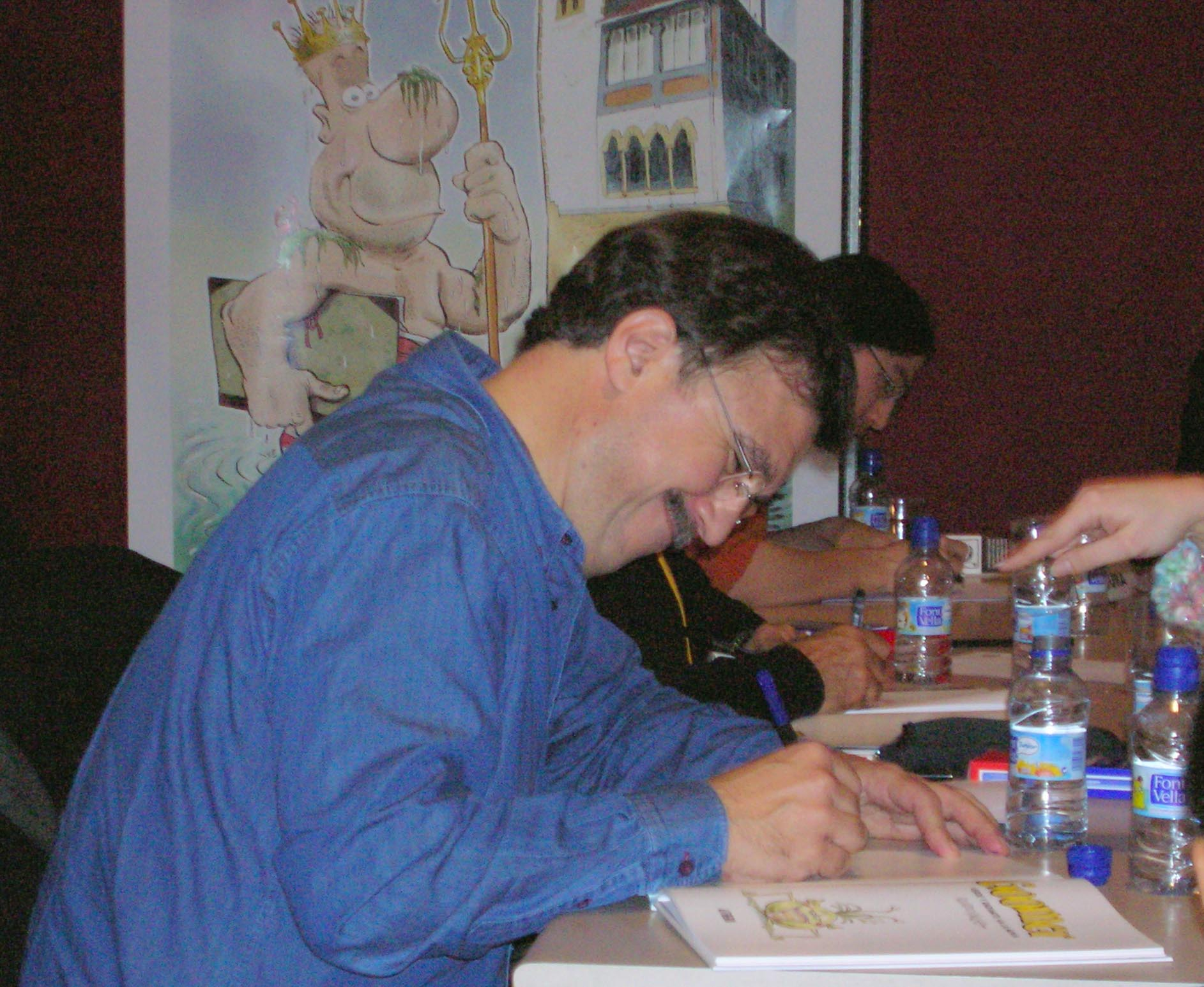
Ricardo Martínez firma un álbum de Goomer en el IV Salón del Cómic y Manga de Getxo (2005).

Goomer es obra de Ricardo Martínez, chileno nacido en 1956, dibujante, y Nacho Moreno, español de Vitoria, nacido en 1957, guionista. Son amigos desde la infancia y desde aquellos años comparten dibujos e historias. Goomer es fruto de aquella pasión juvenil y ambos son los artífices de la serie de historietas con Goomer como protagonista, que el 10 de abril de 1988 comenzaron a publicar en el número 332 de El Pequeño País, donde continuó publicándose hasta el número 443, publicado en mayo de 1990. La serie termina abruptamente, tras dos años de andadura, con una emotiva viñeta en la que Goomer se despide de Elma y de Op antes de subirse de nuevo a su nave para partir. Los autores se llevaron consigo la serie al suplemento dominical del diario El Mundo: el Magazine. Ricardo pasaba a ocupar el cargo de subdirector de ilustración del diario y contó con su compañero Nacho, con el que iniciaría esa nueva andadura. El protagonista se volvió algo más ruin, machista y egocéntrico en esta nueva etapa en el diario El Mundo. En este periódico, los autores se comprometieron al chiste político, cuyo largo trabajo fue premiado por el Club Internacional de Prensa en 1998.
Dos años después, la serie saltó a la revista satírica El Jueves, a partir de su número 780 (6/V/1992), mientras sus autores exportaban la serie a diversos diarios estadounidenses. Durante unos treinta números, la revista El Jueves recicló chistes de las páginas de El Pequeño País, aunque concentrados en solo tres viñetas, que se publicaron habitualmente a razón de cuatro tiras independientes por página. No todos los chistes fueron repetidos. Muchos fueron completamente nuevos y aportan mucha información sobre las cosas que le pasan a Goomer tras su llegada al planeta. A partir del número 873 (16/II/1994), y durante casi 700 números, se reeditaron páginas completas de Goomer publicadas previamente en El Pequeño País y en el magazine de El Mundo. Ricardo y Nacho, por su parte, abandonaron la sindicación americana el 18 de abril de 1993 y regresaron al Magazine, retomando la serie a partir de la tira número 174. Desde entonces apareció una nueva página de Goomer cada semana, hasta el 29 de diciembre del 2013, momento en el que se publicó la última página de la serie.
Volviendo a los orígenes de la serie, Ricardo explicó en una entrevista en El Mundo que el protagonista de la serie nació en realidad en la década anterior, a finales de los años setenta, durante la fiebre por la ciencia ficción tras el estreno de La guerra de las galaxias. Ricardo había venido de Chile, con trece años, y se hizo amigo de Nacho, que a su vez acababa de mudarse desde Vitoria a Madrid. Ambos vivían en el mismo barrio y a los dos les gustaban los cómics, por lo que decidieron juntarse para crear historietas. Dibujaron aventuras de vikingos además de varias historietas: una ambientada en una cárcel, otra de Goomer (en forma de tira), y la tercera era un elefante de la jungla enamorado de una gallina. El personaje de Goomer llegó a debutar, de hecho, en Mundo Obrero, el diario del Partido Comunista de España. A partir de entonces se produjo un parón creativo motivado por la marcha de Ricardo a Estados Unidos en 1981, donde trabajó como ilustrador en el Miami Herald. Años después, en 1987, Nacho contactó con Ricardo y resucitaron a Goomer, tras el regreso de Ricardo en 1988 a España. El resto es historia conocida.
La historieta también ha sido tomada para realizar material pensado para la práctica del español como lengua extranjera, por el Centro Virtual "María Moliner", en la Consejería de Educación en Brasil.
Varias editoriales la han recopilado en forma de álbumes monográficos: 
| Título                                | Editorial                              | Fecha |
| ------------------------------------- | -------------------------------------- | ----- |
| Goomer                                | El País/Altea                          | 1990  |
| El planeta de mi Elma                 | El País/Altea                          | 1990  |
| Goomer en salsa verde                 | Ediciones El Jueves, Colección Titanic | 1996  |
| El gordo mutante del espacio exterior | Ediciones B                            | 1999  |
| El gorrón de las galaxias             | Ediciones B                            | 1999  |
| Desayuno con amebas                   | Ediciones B                            | 2001  |
| Romances galácticos                   | Ediciones B                            | 2001  |
| Verde y radiante va la novia          | Astiberri                              | 2004  |

## Premios y nominaciones
- 2005 Premio Haxtur "Al Humor" a Ricardo en el Salón Internacional del Cómic del Principado de Asturias
- 2000 Nominado al Premio Haxtur "Al Humor"
- 2002 Nominado al Premio Haxtur "Al Humor" por Goomer
- 2011 Nominado al Premio Haxtur "Al Humor" a Ricardo

## Adaptaciones a otros medios
En 1999, se estrenó una película de animación titulada Goomer, con dirección de José Luis Feito y Carlos Varela, y que obtuvo un premio Goya de animación siendo la única película nominada ese año.
Dos años después, El Mundo.com presentó una serie web de 13 mini episodios, dirigidos por Jordi Amorós, Goomer: El gorrón de las galaxias.